# Lista de arcebispos de Toledo

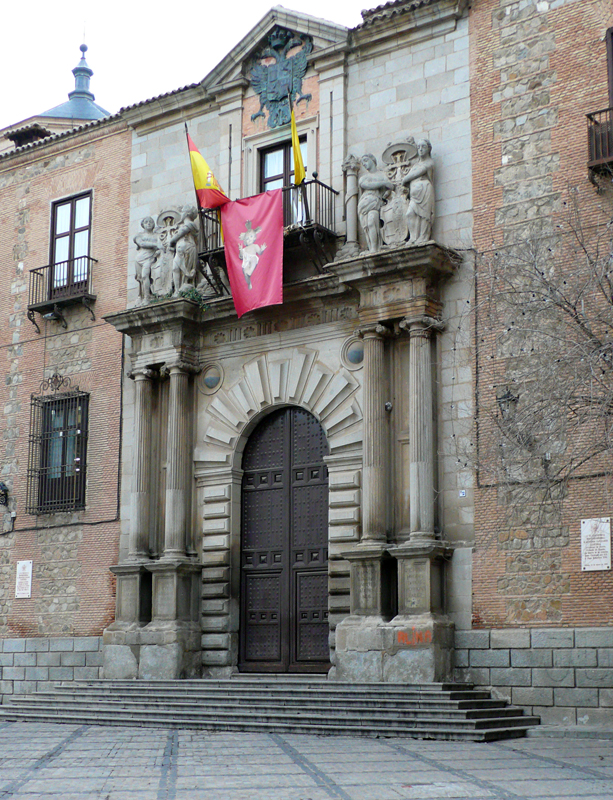
Palácio Episcopal em Toledo.

O arcebispo de Toledo é um membro pertencente à ordem episcopal católica, que está a frente da Arquidiocese de Toledo.

## Bispos de Toledo
- Santiago ?
- 69 - 96 : Santo Eugênio I
- cerca de 300 : Melancio, primeiro bispo documentado. Autor de Vida de San Severo, mártir.
- 325-335 : Patruino
- 335-345 : Toribio
- 345-355 : Quinto
- 355-365 : Vicente
- 356-375 : Paulato
- 375-385 : Natal
- 385-395 : Audencio, autor de De fide adversus haereticos.
- 395-412 : Asturio
- 412-427 : Isicio
- 427-440 : Martín
- 440-454 : Castino
- 454-467 : Campeyo
- 467-482 : Sinticio
- 482-494 : Praumato
- 494-508 : Pedro I
- ???? - cerca de 520 : Celso
- 521-531 : Montano
- ------ ? ----- : Julián I
- ------ ? ----- : Bacauda
- ------ ? ----- : Pedro (II)
- ------ ? ----- : Eufemio
- ------ ? ----- : Exuperio
- ------ ? ----- : Adelfio
- ------ ? ----- : Conancio
- c.603-615 Aurasio
- 615-633 : San Eladio
- 633-636 : Justo
- 636-646 : Eugênio I

## Arcebispo de Toledo
- 646-657: Eugênio I
- 657-667 : Santo Ildefonso
- 667-680 : Quirico
- 680-690 : São Juliano
- 690-693 : Sisberto
- 694- c.700 : Félix
- c.700-710 : Gunderico
- 711- ???? : Sinderedo
- ???? - ???? : Sunieredo
- ???? - ???? : Concordio
- 745-754 : Cixila
- 754- ???? : Elipando
- ???? - ???? : Gumesindo
- ???? - ???? : Vistremiro
- ???? - ???? :  Eulógio de Córdova
- 859-892 : Bonito
- 892-926 : Juan
- ???? - ???? : Ubayd Allah ben Qasim
- 1058-1080 : Pascual
- 1086-1124 : Bernardo de Cluny
- 1124-1152 : Raimundo de Toledo
- 1152-1166 : Juan
- 1167-1180 : Cerebruno
- 1181-1182 : Pedro de Cardona
- 1182-1191 : Gonzalo Perez
- 1192-1208 : Martín López de Pisuerga
- 1209-1247 : Rodrigo Jiménez de Rada
- 1247-1248 : Juan Medina de Pomar
- 1249-1250 : Gutierre Ruiz Dolea
- 1251-1261 : Sancho - (filho de Fernando III de Castela)
- 1262-1265 : Domingo Pascual
- 1266-1275 : Sancho de Aragão
- 1276-1280 : Fernando Rodríguez de Covarrubias
- 1280-1299 : Gonzalo Pérez Gudiel
- 1299-1310 : Gonzalo Díaz Palomeque
- 1310-1319 : Gutierre Gómez de Toledo
- 1319-1328 : Juan, Infante de Aragão
- 1328-1338 : Jimeno de Luna
- 1338-1350 : Gil Álvarez Carrillo de Albornoz
- 1351-1353 : Gonzalo de Aguilar
- 1353-1362 : Blas Fernández de Toledo
- 1362-1375 : Gómez Manrique
- 1377-1399 : Pedro Tenorio
- 1403-1414 : Pedro de Luna y Albornoz
- 1415-1422 : Sancho de Rojas
- 1423-1434 : Juan Martínez de Contreras
- 1434-1442 : Juan de Cerezuela
- 1442-1445 : Gutierre Álvarez de Toledo
- 1446-1482 : Alonso Carrillo de Acuña
- 1482-1495 : Pedro González de Mendoza
- 1495-1517 : Francisco Jiménez de Cisneros
- 1517-1521 : Guillaume de Croÿ
- 1523-1534 : Alonso de Fonseca y Ulloa
- 1534-1545 : Juan Pardo Tavera
- 1545-1557 : Juan Martínez Silíceo
- 1558-1576 : Bartolomé Carranza y Miranda
- 1577-1594 : Gaspar de Quiroga y Vela
- 1595-1598 : Alberto, Arquiduque de Áustria
- 1598-1599 : García Loaysa y Girón
- 1599-1618 : Bernardo de Sandoval y Rojas
- 1620-1641 : Fernando da Áustria (filho de Felipe III de Espanha)
- 1641-1645 : Gaspar de Borja y Velasco
- 1646-1665 : Baltasar Moscoso y Sandoval
- 1666-1677 : Pascual de Aragón
- 1677-1709 : Luis Manuel Fernández Portocarrero (vice-rei da Sicília)
- 1710 -1710 : Antonio Ibáñez de la Riva Herrera (falece antes de tomar posse)
- 1715-1720 : Francisco Valero y Losa
- 1720-1724 : Diego de Astorga y Céspedes
- 1735-1754 : Luis Antonio de Borbón y Farnesio (irmão do rei Carlos III de Espanha)
- 1755-1771 : Luis Fernández de Córdoba
- 1772-1800 : Francisco Antonio de Lorenzana
- 1800-1823 : Luis María de Borbón y Vallabriga
- 1824-1836 : Pedro Inguanzo Rivero
- 1849-1857 : Juan José Bonel y Orbe
- 1857-1872 : Cirilo Alameda y Brea
- 1875-1884 : Juan Ignacio Moreno y Maisonave
- 1885-1886 : Zeferino González y Díaz-Tuñón
- 1886-1891 : Miguel Payá y Rico
- 1892-1898 : Antolín Monescillo
- 1898-1909 : Ciriaco Sancha y Hervás
- 1909-1913 : Gregorio Aguirre García
- 1913-1920 : Victoriano Guisasola y Menéndez
- 1920-1921 : Enrique Almaraz y Santos
- 1922-1927 : Enrique Reig y Casanova
- 1927-1931 : Pedro Segura y Sáenz
- 1933-1940 : Isidro Gomá y Tomás
- 1941-1968 : Enrique Pla y Deniel
- 1969-1972 : Vicente Enrique y Tarancón (nomeado Arcebispo de Madri)
- 1972-1995 : Marcelo González Martín
- 1995-2002 : Francisco Álvarez Martínez
- 2002-2009 : Antonio Cañizares Llovera
- 2009-2019 : Braulio Rodríguez Plaza
- 2019-atual : Francisco Cerro Chaves